# I Carry You With Me
I Carry You With Me (engl. für „Ich trage dich mit mir“) ist ein Filmdrama von Heidi Ewing, das im Januar 2020 beim Sundance Film Festival seine Premiere feierte und im Juni 2021 in die US-Kinos kam.

## Handlung
Iván lebt im mexikanischen Puebla und hat eine Ausbildung als Koch. Weil er in seinem derzeitigen Job jedoch irgendwie nicht weiterkommt, besucht er mit seiner besten Freundin Sandra einen Club, um auf andere Gedanken zu kommen. Dort lernt er den offen schwul lebenden Gerardo kennen, der sich freut, ein frisches Gesicht in der Menge zu entdecken. Trotz eines romantischen gemeinsamen Abends bleibt es vorerst bei dieser einen Begegnung. Iván hat ein Kind aus einer früheren Beziehung und befürchtet, seine Exfreundin könne dafür sorgen, dass er seinen Sohn nie wiedersieht, sollte sie herausfinden, dass er schwul ist. Weil die ganze Gesellschaft, in der Iván lebt, extrem homophob ist, beschließt er, in die USA zu gehen, wo er sich ein besseres Leben erhofft. Besonders von New York glaubt er, dort als schwuler Mann frei leben zu können.
Dort angelangt wird Iván schnell mit der harten Realität konfrontiert. Statt wie geplant als Koch zu arbeiten, muss er erst einmal Englisch lernen und sich mit niederen Jobs über Wasser halten. In Mexiko plant Gerardo, ihm in die USA zu folgen, da er Iván sehr vermisst. In New York können beide schließlich die Beziehung führen, die ihnen in ihrer Heimat verwehrt wurde.
20 Jahre später hat Iván seinen amerikanischen Traum verwirklicht und ist Besitzer eines Restaurants. Da er seitdem seinen Sohn nicht mehr gesehen hat und der junge Mann keine Einreiseerlaubnis in die USA erhält, erwägt er, nach Mexiko zurückzukehren. Weil Iván jedoch illegal in das Land gekommen ist, befürchtet er, ihn und seine gesamte Familie nie wiedersehen zu können.

## Produktion
Für die Dokumentarfilmerin Heidi Ewing stellt I Carry You With Me ihren ersten Ausflug in das narrative Filmemachen dar. Zu ihren früheren Filmen gehören der für einen Oscar nominierte Jesus Camp, The Boys of Baraka, 12th & Delaware, Detropia und Norman Lear, aber auch für Netflix produziert One of Us. Das Drehbuch schrieb Ewing gemeinsam mit Alan Page Arriaga.
Ewing hat in I Carry You With Me eine Liebesgeschichte mit der Geschichte von Immigration verbunden, genauer von Immigranten, die noch an den „American Dream“ glauben, von dem viele US-Amerikaner bereits abgekommen sind. Im Interview mit NPR erklärte Ewing, der Film sei von einer wahren Geschichte inspiriert. Zwei Freunde von ihr, Iván Garcia und Gerardo Zabaleta, hatten ihr ihre Geschichte von ihrem Leben, ihrem Kennenlernen im Jahr 1994 und ihrer Beziehung in Mexiko erzählt, bevor beide in die USA kamen, wo sie ein erfolgreiches Business gründeten. Ihre Freunde erzählten ihr auch von ihrem Heimweh. Ewing arbeitet im Film mit vielen Rückblenden, die Iván und Gerardo, teils als Kinder in Mexiko zeigen, verwendet aber auch Aufnahmen ihres echten Freundes Iván, nun ein Mann mittleren Alters und ein erfolgreicher Koch in New York, die sie über die Jahre sammelte, und arbeitet so mit einer Mischung aus fiktiven und nicht fiktiven Elementen.

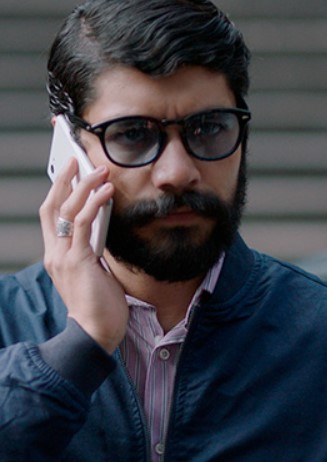
Christian Vázquez spielt Gerardo

Der Wechsel zwischen den drei verschiedenen Zeitlinien, mit denen der Film arbeitet, in denen der echte Iván und die Schauspieler die jungen Männer oder deren kindliche Ichs zeigen, ermöglicht es der Filmemacherin, weniger erklären zu müssen und beleuchtet gleichzeitig die Hintergründe, warum diese Personen die Entscheidungen treffen, die sie treffen, so Jon Frosch. Der Einsatz von Handkameras verstärke zudem das Gefühl eines turbulenten/bewegten Lebens, und die Stadt Puebla mit ihren regennassen Kopfsteinpflasterstraßen und Märkten voller Farben werde zu einem lebendigen, romantischen Leben erweckt, so Frosch.
Armando Espitia und Christian Vázquez übernahmen die Rollen von Iván und Gerardo als Erwachsene. Michelle Rodríguez spielt Iváns beste Freundin Sandra. In jüngeren Jahren werden sie von Yael Tadeo, Nery Arredondo und Alexia Morales gespielt.
Die Dreharbeiten fanden in Mexiko-Stadt und Puebla und im März 2019 in New York statt. Als Kameramann fungierte Juan Pablo Ramírez. Für den Filmschnitt zeichnete die Emmy-Gewinnerin Enat Sidi verantwortlich, mit der die Regisseurin bereits seit vielen Jahren zusammenarbeitet, zuletzt bei One of Us und Detropia.
Eine erste Vorstellung des Films erfolgte am 26. Januar 2020 beim Sundance Film Festival. Ende August 2020 wurde der Film beim Molodist International Film Festival, das in einer Hybridversion stattfindet, im Wettbewerb vorgestellt, Ende September, Anfang Oktober 2020 beim New York Film Festival und beim Zurich Film Festival, wo er seine Schweizer Premiere feierte. Mitte Oktober 2020 wurde er beim Mill Valley Film Festival vorgestellt und beim AFI Film Festival in der World Cinema Section gezeigt, hiernach beim Festa del Cinema di Roma. Am 25. Juni 2021 kam er in ausgewählte US-Kinos.
Ebenfalls am 25. Juni 2021 wurde von Milan Records das Soundtrack-Album mit insgesamt 19 Musikstücken veröffentlicht. Die Filmmusik wurde von Jay Wadley komponiert. Dieser spielte bereits als Teenager Schlagzeug und Gitarre in Punkbands, aber auch Klavier. Dass man Wadley nicht in eine Schublade stecken kann, ist zu einem seiner charakteristischsten Merkmale geworden, und er hatte zuvor sehr unterschiedliche Arbeiten für Filme beigesteuert, so für Indignation von James Schamus, für Olympic Dreams von Jeremy Teicher und Alexi Pappas und für I’m Thinking of Ending Things von Charlie Kaufman. Für I Carry You With Me hätten sie alles verwendet, von einem recht großen Streichorchester bis hin zu Synthesizerklängen und spacigen E-Gitarren, Klavier und Solo-Violine und sogar ein Glockenspiel, so Wadley. Zudem integrierten sie Klänge aus New York und Mexiko, so Camote-Pfeifen der mexikanischen Tamale-Trucks in Rückblenden.

## Rezeption

### Altersfreigabe

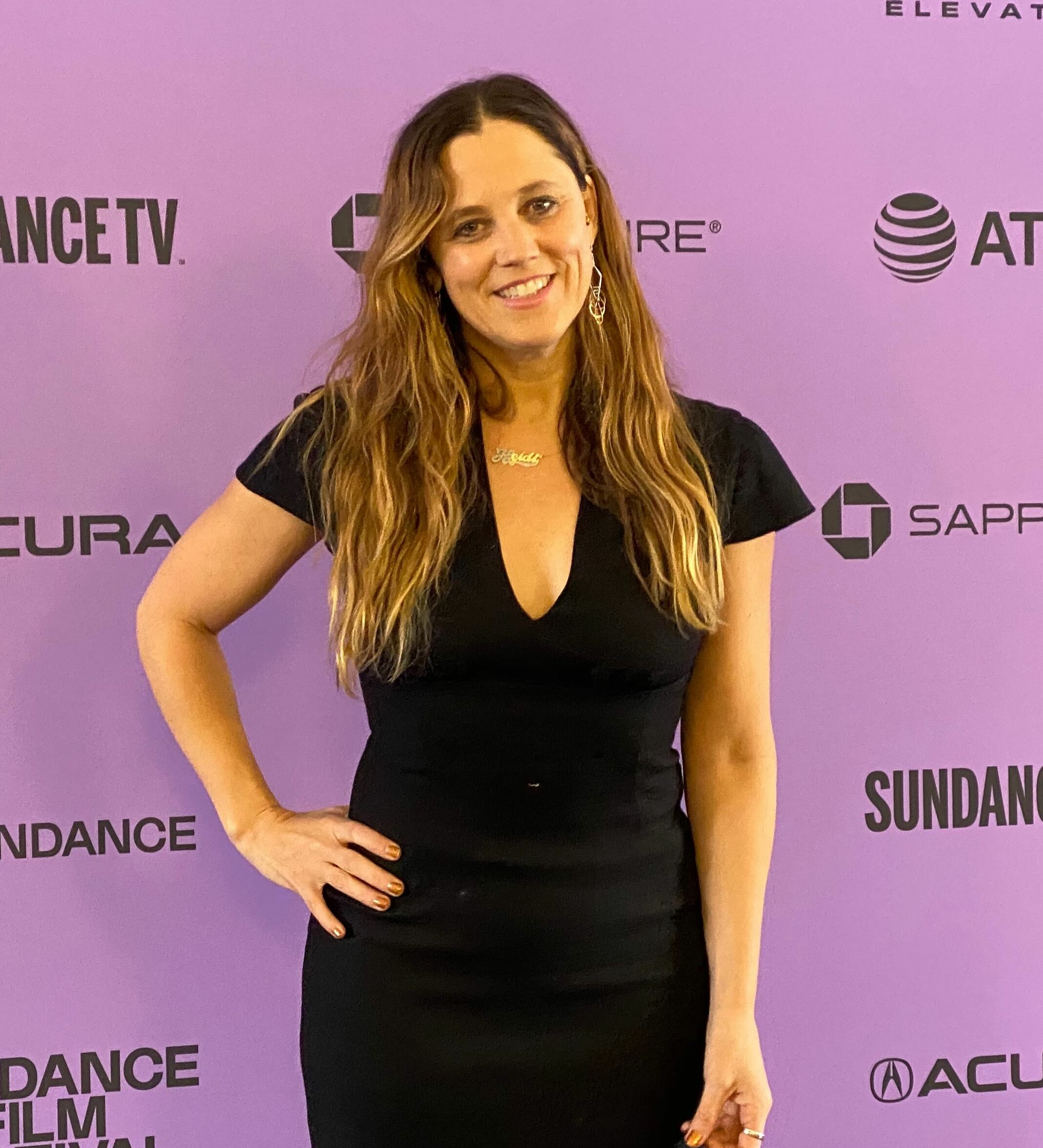
Regisseurin Heidi Ewing bei der Premiere des Films beim Sundance Film Festival

In den USA erhielt der Film von der MPAA ein R-Rating, was einer Freigabe ab 17 Jahren entspricht. In Deutschland wurde der Film von der FSK ab 12 Jahren freigegeben.

### Kritiken
Von den bei Rotten Tomatoes aufgeführten Kritiken sind 97 Prozent eher positiv mit einer durchschnittlichen Bewertung von 7,8 von möglichen 10 Punkten, womit er aus den 22. Annual Golden Tomato Awards als Drittplatzierter in der Kategorie Romance Movies der Filme des Jahres 2021 hervorging. Auf Metacritic erhielt der Film einen Metascore von 76 von 100 möglichen Punkten.
Monica Castillo von RogerEbert.com schreibt, man könne Heidi Ewings Liebe zu ihren Figuren auf wunderschön natürliche Weise sehen und spüren. Es fühle sich nicht so an, als würde ein Außenstehender von oben auf sie herabblicken, sondern als wäre er eine Person, die neben ihnen steht.
Jude Dry von IndieWire meint, I Carry You With Me lege die schmerzhafte Realität für Einwanderer ohne Papiere in den USA offen. Selbst als Inhaber eines Geschäfts sei es für Iván nicht sicher, jemals wieder nach Hause gehen zu können, ohne dass ihm die Einreise in die USA verweigert wird. Horrorgeschichten, von denen man gehört habe, kleinen Grausamkeiten, die gleichermaßen herzzerreißend dargestellt würden, so Dry.
Jon Frosch von The Hollywood Reporter schreibt, Ewing zeichne die jahrzehntelange, grenzüberschreitende Romanze zwischen zwei mexikanischen Männern mit fast malickianischem impressionistischem Flair, und I Carry You With Me sei ein ergreifender, notwendiger politischer Film.

### Auszeichnungen
I Carry You With Me war einer von sechs Filmen der von Mexiko als Beitrag für die Oscarverleihung 2021 in der Kategorie Bester Internationaler Film eingereicht werden sollte, hatte aber gegenüber Ya no estoy aquí von Fernando Frías de la Parra das Nachsehen. Darüber hinaus gelangte Ewings Regiearbeit in die Vorauswahl für die Golden Globe Awards 2021 (Bester fremdsprachiger Film). Im Folgenden weitere Nominierungen und Auszeichnungen.
Festival International du Film de La Roche-sur-Yon 2020
- Nominierung im Compétition Nouvelles Vagues (Heidi Ewing)[22]

GLAAD Media Awards 2021
- Nominierung in der Kategorie Outstanding Film – Limited Release[23]

Independent Spirit Awards 2021
- Nominierung als Bester Debütfilm
- Nominierung für den Besten Filmschnitt[24]

Molodist International Film Festival 2020
- Nominierung im Wettbewerb (Heidi Ewing)[9]

Sundance Film Festival 2020
- Auszeichnung mit dem Publikumspreis in der Sektion NEXT (Heidi Ewing)
- Auszeichnung mit dem NEXT Innovator Award (Heidi Ewing)[25]